# Out of the Wind into the Sun
Out of the Wind into the Sun è un album della The Bothy Band, pubblicato dalla Mulligan Records (e Polydor Records) nel 1977. Il disco fu registrato nel giugno del 1977 al Lombard Sound di Dublino (Irlanda).

## Tracce
Brani tradizionali (tranne The Strayway Child di Michael Gorman), arrangiamenti The Bothy Band (tranne The Strayaway Child, arrangiamento di Donal Lunny)
Lato A
1. The Morning Star – 4:31
2. The Maids of Mitchelstown – 3:13
3. Rip the Calico – 5:40
4. The Streets of Derry – 7:00
5. The Pipe on the Hob – 4:59

Lato B
1. The Sailor Boy – 5:11
2. The Blackbird – 5:00
3. The Strayaway Child – 4:52 (Michael Gorman)
4. The Factory Girl – 5:08
5. Slides – 3:16

## Musicisti
The Morning Star
- Donal Lunny - bouzouki
- Matt Molloy - flauto
- Micheál Ó Domhnaill - chitarra
- Triona Ni Dhomhnaill - harmonium
- Paddy Keenan - cornamuse (bagpipes)
- Kevin Burke - fiddle

The Maids of Mitchelstown
- Donal Lunny - chitarra
- Micheál Ó Domhnaill - chitarra
- Triona Ni Dhomhnaill - pianoforte elettrico
- Matt Molloy - flauto
- Paddy Keenan - fischietto (low whistle)
- Kevin Burke - fiddle

Rip the Calico
- Donal Lunny - bodhrán
- Micheál Ó Domhnaill - chitarra
- Paddy Keenan - cornamuse (bagpipes)
- Triona Ni Dhomhnaill - clavinet
- Kevin Burke - fiddle
- Matt Molloy - flauto

The Streets of Derry
- Donal Lunny - bouzouki
- Paddy Keenan - chanter
- Kevin Burke - fiddle
- Matt Molloy - flauto
- Micheál Ó Domhnaill - chitarra
- Triona Ni Dhomhnaill - voce, harmonium

The Pipe on the Hob
- Donal Lunny - bodhran, arrangiamenti
- Paddy Keenan - cornamuse (bagpipes)
- Kevin Burke - fiddle
- Matt Molloy - flauto
- Micheál Ó Domhnaill - chitarra
- Triona Ni Dhomhnaill - clavinet

The Sailor Boy
- Donal Lunny - bouzouki
- Paddy Keenan - cornamuse (bagpipes), fischietto (low whistle)
- Matt Molloy - flauto
- Kevin Burke - fiddle
- Micheál Ó Domhnaill - chitarra
- Triona Ni Dhomhnaill - voce, clavinet

The Blackbird
- Donal Lunny - bouzouki
- Paddy Keenan - cornamuse (bagpipes)
- Matt Molloy - flauto
- Kevin Burke - fiddle
- Micheál Ó Domhnaill - chitarra
- Triona Ni Dhomhnaill - clavinet

The Strayaway Child
- Donal Lunny - chitarra, arrangiamenti
- Paddy Keenan - fischietto (low whistle)
- Matt Molloy - fluto
- Kevin Burke - fiddle
- Micheál Ó Domhnaill - chitarra
- Triona Ni Dhomhnaill - clavinet

The Factory Girl
- Donal Lunny - sintetizzatore
- Paddy Keenan - fischietto (low whistle)
- Matt Molloy - flauto
- Kevin Burke - fiddle
- Micheál Ó Domhnaill - chitarra
- Triona Ni Dhomhnaill - voce, clavinet

Slides
- Donal Lunny - bouzouki
- Paddy Keenan - fischietto (whistle)
- Matt Molloy - fischietto (whistle)
- Kevin Burke - fiddle
- Micheál Ó Domhnaill - chitarra
- Triona Ni Dhomhnaill - clavinet[1]